# Győző Kulcsár
Győző Kulcsár (en hongarès: Kulcsár Győző) (Budapest, 18 d'octubre de 1940 - Budapest, 19 de setembre de 2018) fou un tirador d'esgrima hongarès, guanyador de sis medalles olímpiques.

## Carrera esportiva
Va participar, als 23 anys, en els Jocs Olímpics d'Estiu de 1964 realitzats a Tòquio (Japó), on va aconseguir guanyar la medalla d'or en la prova per equips d'espasa i novè en la prova individual. En els Jocs Olímpics d'Estiu de 1968 celebrats a Ciutat de Mèxic (Mèxic) va aconseguir guanyar dues medalles d'or en les proves individual i per equips, uns metalls que esdevingueren bronze i novament or respectivament en els Jocs Olímpics d'Estiu de 1972 realitzats a Múnic (Alemanya Occidental). En els Jocs Olímpics d'Estiu de 1976 realitzats a Mont-real (Canadà) revalidà la medalla de bronze en la prova individual i finalitzà quart en la prova per equips, guanyant aíx un diploma olímpic.
Al llarg de la seva carrera guanyà nou medalles en el Campionat del Món d'esgrima, tres d'elles d'or.